# كريس أولبرايت
كريس أولبرايت (بالإنجليزية: Chris Albright)‏ (مواليد 14 يناير 1979) هو لاعب كرة قدم. يلعب مع منتخب الولايات المتحدة الأمريكية لكرة القدم. سبق له أن لعب في كأس العالم لكرة القدم مع منتخب بلاده.

## روابط خارجية
- كريس أولبرايت على موقع الاتحاد الدولي (مؤرشف)  (الإنجليزية)
- كريس أولبرايت على موقع الدوري الأمريكي (الإنجليزية)
- كريس أولبرايت على موقع قاعدة بيانات كرة القدم.إي يو (الإنجليزية)
- كريس أولبرايت على موقع ناشيونال فوتبول تيمز (الإنجليزية)
- كريس أولبرايت على موقع عالم كرة القدم.نت (الإنجليزية)
- كريس أولبرايت على موقع كووورة
- كريس أولبرايت على موقع أوليمبيديا (الإنجليزية)